# Jumanji (powieść)
Jumanji – książka dla dzieci z 1981, której autorem jest Chris Van Allsburg. W 1995 r. na jej podstawie powstał film o tym samym tytule z Robinem Williamsem w roli głównej.

## Fabuła
Kiedy rodzice Judy i Petera Shepherdów wychodzą wieczorem z domu, znudzone zabawą dzieci postanawiają przejść się do parku. Znajdują tam grę planszową zwaną Jumanji i zabierają do domu. Komunikat na planszy ostrzega, by nie rozpoczynać gry, jeżeli nie zamierza się jej ukończyć, jednak dzieci postanawiają zagrać. Szybko przekonują się, że nie jest to zwykła gra, gdyż każdy ruch pionkiem wywołuje jakieś niebezpieczne zdarzenie, np. pojawienie się lwa lub monsunu. Coraz większe zamieszanie spowodowane działaniem gry sprawia, że dzieci chcą ją jak najszybciej ukończyć, żeby wszystko wróciło do normy. W końcu Judy udaje się dojść do końca. Rodzeństwo postanawia jeszcze przed powrotem rodziców odnieść ją do parku. Jakiś czas później obserwują swoich sąsiadów Danny’ego i Waltera, którzy wracają z parku z Jumanji w rękach. Co więcej ich matka twierdzi, że chłopcy nigdy nie ukończyli żadnej gry i nie czytają instrukcji.